# 小林卓斗
小林卓斗（こばやし たくと、1999年1月7日 - ）は、日本の俳優。茨城県出身。桐朋学園芸術短期大学芸術家演劇専攻卒業。

## 来歴
桐朋学園芸術短期大学芸術家演劇専攻卒業。その後、同大学の専攻科に進学。
子役としてバーニング養成所で演技を学び始める。大学から舞台を学び、2020年4月に株式会社フェアリーテイルに所属。映像作品にも出演。
フェアリーテイル退所後は舞台を中心に活動し、人形劇や声優、ライブなどの出演もする。

## 出演
舞台
2019年
・ユニークユニオンミュージカル「めぐりめぐる星」翼役
2022年
・さんらん企画「ポンペイ」ケンタリ・マルシリ役
2023年
・ハウス・ミュージック・プロダクツ「クリスマス・キャロル」
2024年
・劇作家協会プログラムThe foundations「カンテン」青春事情「ソロソロ」
・「OH! MY GOD!2024」
・萬腹企画「封印壊除」2024 影、生徒役
・ハウス・ミュージック・プロダクツ「みんなの町のヒーロー」
・M2 vol.4「黒い太陽」新井真一役
・劇団アルファー「Want to meet!」ニューギニア役
・パン・プランニング「夢に向かって〜ブルースな日々〜2024」ケン役
2025年
・劇団アルファー「爺さんの空」山本真久役
・青春事情「ソロソロ」カップルの男役
映画
2020年
　自主制作映画「自殺小屋」成瀬役
TV
・シャキーン！
・さよなら、アルマ
・ヘブンズ・フラワー
・親バカ青春白書　学生役
・ウルトラマンＺ
その他エキストラ
声優
2021年
・「竜とそばかすの姫」